# Liste des distinctions d'Helena Bonham Carter
Cet article recense la liste des distinctions de l'actrice britannique Helena Bonham Carter.
Pour une liste plus complète, se référer à l'Internet Movie Database.

## Récompenses
- Fantasporto 1996 : meilleure actrice pour Margaret's Museum
- Prix Génie 1996 : Meilleure actrice  pour Margaret's Museum
- Festival du film de Boston 1997 : Prix de l'excellence pour Les Ailes de la colombe
- Boston Society of Film Critics Awards 1997 : Meilleure actrice pour Les Ailes de la colombe
- Kansas City Film Critics Circle Awards 1997 : meilleure actrice pour Les Ailes de la colombe
- Los Angeles Film Critics Association Awards 1997 : Meilleure actrice pour Les Ailes de la colombe
- National Board of Review Awards 1997 : Meilleure actrice pour Les Ailes de la colombe
- Society of Texas Film Critics Awards 1997 : meilleure actrice pour Les Ailes de la colombe
- Chlotrudis Awards 1998 : Meilleure actrice pour Les Ailes de la colombe
- Critics' Choice Movie Awards 1998 : Meilleure actrice pour Les Ailes de la colombe
- Dallas-Fort Worth Film Critics Association Awards 1998 : meilleure actrice pour Les Ailes de la colombe
- Las Vegas Film Critics Society Awards 1998 : meilleure actrice pour Les Ailes de la colombe
- Online Film & Television Association Awards 1998 : meilleure actrice dans un second rôle dans une mini-série ou un téléfilm pour Merlin
- Southeastern Film Critics Association Awards 1998 : meilleure actrice pour Les Ailes de la colombe
- Toronto Film Critics Association Awards 1998 : meilleure actrice pour Les Ailes de la colombe
- London Critics Circle Film Awards 1999 : actrice britannique de l'année pour Les Ailes de la colombe
- Empire Awards 2000 : Meilleure actrice britannique pour Fight Club
- Yoga Awards 2000 : meilleure actrice étrangère pour Fight Club, pour Keep the Aspidistra Flying et pour Envole-moi
- Festival international du film de Tokyo 2005 : meilleure actrice pour Conversation(s) avec une femme
- Women Film Critics Circle Awards 2005 : meilleure actrice pour Les Noces funèbres
- Evening Standard British Film Awards 2008 : meilleure actrice Conversation(s) avec une femme et pour Sweeney Todd : Le Diabolique Barbier de Fleet Street
- Empire Awards 2009 : Meilleure actrice britannique pour Sweeney Todd : Le Diabolique Barbier de Fleet Street
- British Independent Film Awards 2010 :
  - Meilleure actrice dans un second rôle pour Le Discours d'un roi
  - Lauréate du Trophée Richard Harris.
- Hollywood Film Awards 2010 : meilleure actrice de l'année dans un second rôle pour Le Discours d'un roi
- International Emmy Awards 2010 : Meilleure performance d'actrice pour Le Roman d'Enid Blyton
- Women's Image Network Awards 2010 : meilleure actrice dans un film d'aventure pour Alice aux pays des merveilles
- British Academy Film Awards 2011 : Meilleure actrice dans un second rôle pour Le Discours d'un roi
- BAFTA/LA Britannia Awards 2011 : Prix Britannia de l'artiste britannique de l'année.
- CinEuphoria Awards (es) 2011 : meilleur acteur dans un second rôle pour Alice au pays des merveilles
- Italian Online Movie Awards 2011 : meilleure actrice dans un second rôle pour Le Discours d'un roi
- Festival international du film de Santa Barbara 2011 : Prix du Jury de la meilleure distribution de l'année pour Le Discours d'un roi partagée avec Anthony Andrews, Claire Bloom, Jennifer Ehle, Colin Firth, Michael Gambon, Derek Jacobi, Guy Pearce, Geoffrey Rush et Timothy Spall.
- Screen Actors Guild Awards 2011 : Meilleure distribution pour Le Discours d'un roi
- Awards Circuit Community Awards 2012  meilleure distribution pour Les Misérables partagée avec Isabelle Allen, Samantha Barks, Sacha Baron Cohen, Russell Crowe, Anne Hathaway, Daniel Huttlestone, Hugh Jackman, Eddie Redmayne, Amanda Seyfried, Aaron Tveit et Colm Wilkinson.
- British Film Institute Awards 2012 : Prix BFI Fellowship.
- National Board of Review Awards 2012 : meilleure distribution pour Les Misérables
- Satellite Awards 2012 : Meilleure distribution pour Les Misérables
- Women Film Critics Circle Awards 2012 : meilleure pire mère de l'année pour Les Misérables
- London Film Critics Circle Awards 2013 : Prix Dilys Powell.
- Festival international du film de Pékin 2013 : meilleure actrice dans un second rôle  pour De grandes espérances
- Russian National Movie Awards 2014 : meilleure actrice étrangère de la décade.
- Women Film Critics Circle Awards 2015 : Meilleure distribution pour Les Suffragettes partagée avec Carey Mulligan, Meryl Streep, Anne-Marie Duff, Romola Garai, Grace Stottor, Amanda Lawrence, Shelley Longworth, Sarah Finigan et Lorraine Stanley.
- Gold Derby Awards 2020 : meilleure actrice dramatique dans un second rôle dans une série télévisée dramatique pour The Crown
- Online Film & Television Association Awards 2020 : meilleure actrice dans un second rôle dans une série télévisée dramatique pour The Crown
- Screen Actors Guild Awards 2020 : Meilleure distribution dans une série dramatique pour The Crown partagée avec Marion Bailey, Olivia Colman, Charles Dance, Erin Doherty, Ben Daniels, Charles Edwards, Tobias Menzies, Josh O'Connor, Sam Phillips (en), David Rintoul et Jason Watkins.
- Screen Actors Guild Awards 2021 : Meilleure distribution dans une série dramatique pour The Crown

## Nominations
- Syndicat national des journalistes cinématographiques italiens 1989 : Prix Silver Ribbon de la meilleure actrice pour Francesco
- Awards Circuit Community Awards 1992 : meilleure actrice dans un second rôle pour Retour à Howards End
- British Academy Film Awards 1993 : Meilleure actrice dans un second rôle  pour Retour à Howards End
- Fangoria Chainsaw Awards 1994 : meilleure actrice dans un second rôle pour Frankenstein
- Golden Globes 1994 : Meilleure actrice dans une mini-série ou un téléfilm pour Fatal Deception: Mrs. Lee Harvey Oswald
- Saturn Awards 1995 : Meilleure actrice pour Frankenstein
- Awards Circuit Community Awards 1997 : meilleure actrice pour Les Ailes de la colombe
- New York Film Critics Circle Awards 1997 : Meilleure actrice pour Les Ailes de la colombe
- British Academy Film Awards 1998 : Meilleure actrice pour Les Ailes de la colombe
- Chicago Film Critics Association Awards 1998 : Meilleure actrice pour Les Ailes de la colombe
- Golden Globes 1998 : Meilleure actrice pour Les Ailes de la colombe
- National Society of Film Critics Awards 1998 : meilleure actrice pour Les Ailes de la colombe
- Online Film & Television Association Awards 1998 : meilleure actrice pour Les Ailes de la colombe
- Online Film Critics Society Awards 1998 : meilleure actrice pour Les Ailes de la colombe
- Oscars 1998 : Meilleure actrice pour Les Ailes de la colombe
- Primetime Emmy Awards 1998 : Meilleure actrice dans un second rôle dans une mini-série ou un téléfilm pour Merlin
- Satellite Awards 1998 : Meilleure actrice pour Les Ailes de la colombe
- Screen Actors Guild Awards 1998 : Meilleure actrice dans un premier rôle pour Les Ailes de la colombe
- Awards Circuit Community Awards 1999 : meilleure actrice dans un second rôle et meilleure distribution pour Fight Club partagée avec Edward Norton, Brad Pitt, Meat Loaf et Zach Grenier.
- Golden Globes 1999 : Meilleure actrice dans un second rôle dans une série, une mini-série ou un téléfilm pour Merlin
- Satellite Awards 1999 : Meilleure actrice pour Envole-moi
- The Stinkers Bad Movie Awards 1999 : pire actrice dans un second rôle et pire coupe de cheveux à l'écran pour Fight Club
- Empire Awards 2000 : Meilleure actrice britannique pour Fight Club
- Empire Awards 2002 : Meilleure actrice britannique pour La Planète des singes
- Saturn Awards 2002 : Meilleure actrice dans un second rôle pour La Planète des singes
- Golden Globes 2003 : Meilleure actrice dans une mini-série ou un téléfilm pour En direct de Bagdad
- British Independent Film Awards 2003 :  meilleure actrice pour The Heart of Me
- Primetime Emmy Awards 2003 : Meilleure actrice dans une mini-série ou un téléfilm pour En direct de Bagdad
- Annie Awards 2006 : meilleure performance vocale pour Wallace et Gromit : Le Mystère du lapin-garou
- Golden Globes 2008 : Meilleure actrice pour Sweeney Todd : Le Diabolique Barbier de Fleet Street
- Gold Derby Awards 2008 : meilleure actrice principale pour Sweeney Todd : Le Diabolique Barbier de Fleet Street
- Italian Online Movie Awards 2008 : meilleure actrice pour Sweeney Todd : Le Diabolique Barbier de Fleet Street
- London Critics Circle Film Awards 2008 : actrice britannique de l'année pour Sweeney Todd : Le Diabolique Barbier de Fleet Street
- National Movie Awards 2008 : Meilleure actrice pour Sweeney Todd : Le Diabolique Barbier de Fleet Street
- Saturn Awards 2008 : Meilleure actrice pour Sweeney Todd : Le Diabolique Barbier de Fleet Street
- Critics' Choice Movie Awards 2008 : Meilleure distribution pour Sweeney Todd : Le Diabolique Barbier de Fleet Street partagée avec Johnny Depp, Sacha Baron Cohen, Laura Michelle Kelly, Ed Sanders, Timothy Spall, Alan Rickman, Jamie Campbell Bower et Jayne Wisener.
- Scream Awards 2009 : meilleure vilaine pour Harry Potter et le Prince de sang-mêlé
- British Academy Television Awards 2010 : Meilleure actrice pour Le Roman d'Enid Blyton
- Broadcasting Press Guild Awards 2010 : meilleure actrice pour Le Roman d'Enid Blyton
- Chicago Film Critics Association Awards 2010 : Meilleure actrice dans un second rôle pour Le Discours d'un roi
- Dallas-Fort Worth Film Critics Association Awards 2010 : Meilleure actrice dans un second rôle pour Le Discours d'un roi
- Detroit Film Critics Society Awards 2010 : Meilleure actrice dans un second rôle pour Le Discours d'un roi
- Houston Film Critics Society Awards 2010 : Meilleure actrice dans un second rôle pour Le Discours d'un roi
- MTV Movie Awards 2010 : meilleure vilaine pour Alice aux pays des merveilles
- Phoenix Film Critics Society Awards 2010 : Meilleure actrice dans un second rôle et meilleure distribution pour Le Discours d'un roi partagée avec Colin Firth, Geoffrey Rush, Timothy Spall, Derek Jacobi, Jennifer Ehle, Guy Pearce et Michael Gambon.
- St. Louis Film Critics Association Awards 2010 : Meilleure actrice dans un second rôle pour Le Discours d'un roi
- Washington DC Area Film Critics Association Awards 2010 : Meilleure actrice dans un second rôle pour Le Discours d'un roi
- Alliance of Women Film Journalists Awards 2011 : meilleure actrice dans un second rôle pour Le Discours d'un roi
- Broadcasting Press Guild Awards 2011 : meilleure actrice dans un téléfilm pour Toast
- Critics' Choice Movie Awards 2011 : Meilleure actrice dans un second rôle pour Le Discours d'un roi
- Denver Film Critics Society Awards 2011 : Meilleure actrice dans un second rôle pour Le Discours d'un roi
- Empire Awards 2011 : Meilleure actrice pour Le Discours d'un roi
- Golden Globes 2011 : Meilleure actrice dans un second rôle pour Le Discours d'un roi
- Iowa Film Critics Awards 2011 : meilleure actrice dans un second rôle pour Le Discours d'un roi
- Irish Film and Television Awards 2011 : meilleure actrice internationale pour Le Discours d'un roi
- London Critics Circle Film Awards 2011 : actrice britannique de l'année pour Le Discours d'un roi et  actrice britannique de l'année dans un second rôle pour Alice aux pays des merveilles
- National Movie Awards 2011 : Meilleure actrice pour Le Discours d'un roi
- North Texas Film Critics Association Awards 2011 : meilleure actrice pour Le Discours d'un roi
- Online Film & Television Association Awards 2011 : meilleure actrice pour Le Discours d'un roi
- Oscars 2011 : Meilleure actrice dans un second rôle pour Le Discours d'un roi
- Russian National Movie Awards de la meilleure actrice étrangère pour Le Discours d'un roi
- Screen Actors Guild Awards 2011 : Meilleure actrice dans un second rôle pour Le Discours d'un roi
- Gold Derby Awards 2012 : meilleure distribution pour Harry Potter et les reliques de la mort partie 2 partagée avec Jim Broadbent, Robbie Coltrane, Tom Felton, Rupert Grint, Ralph Fiennes, Michael Gambon, Ciarán Hinds, Jason Isaacs, Matthew Lewis, Evanna Lynch, Kelly Macdonald, Helen McCrory, Daniel Radcliffe, Alan Rickman, Maggie Smith, David Thewlis, Julie Walters et Emma Watson.
- International Online Film Critics' Poll 2012 : meilleure actrice dans un second rôle pour Le Discours d'un roi
- Jupiter Award 2012 : meilleure actrice internationale pour Le Discours d'un roi
- Phoenix Film Critics Society Awards 2012 : Meilleure distribution pour Les Misérables partagée avec Hugh Jackman, Russell Crowe, Anne Hathaway, Amanda Seyfried, Eddie Redmayne, Samantha Barks, Sacha Baron Cohen, Aaron Tveit, Daniel Huttlestone, Isabelle Allen, Natalya Angel Wallace et Colm Wilkinson.
- Russian National Movie Awards 2012 : meilleure actrice étrangère de l'année pour Le Discours d'un roi
- San Diego Film Critics Society Awards 2012 : Meilleure distribution pour Les Misérables
- 20/20 Awards 2013 : meilleure actrice dans un second rôle pour Retour à Howards End
- Central Ohio Film Critics Association Awards 2013 : Meilleure distribution pour Les Misérables
- Gold Derby Awards 2013 : meilleure distribution pour Les Misérables
- Online Film & Television Association Awards 2013 : meilleure chanson originale pour Les Misérables
- Screen Actors Guild Awards 2013 : Meilleure distribution pour Les Misérables
- British Academy Television Awards 2014 : Meilleure actrice dans une mini-série ou un téléfilm pour Liz Taylor et Richard Burton : Les Amants terribles
- Critics' Choice Television Awards 2014 : Meilleure actrice dans une mini-série ou un téléfilm pour Liz Taylor et Richard Burton : Les Amants terribles
- Golden Globes 2014 : Meilleure actrice dans une mini-série ou un téléfilm pour Liz Taylor et Richard Burton : Les Amants terribles
- Gold Derby Awards 2014 : meilleure actrice principale dans une mini-série ou un téléfilm pour Liz Taylor et Richard Burton : Les Amants terribles
- Online Film & Television Association Awards 2014 : meilleure actrice dans une mini-série ou un téléfilm pour Liz Taylor et Richard Burton : Les Amants terribles
- Primetime Emmy Awards 2014 : Meilleure actrice dans une mini-série ou un téléfilm pour Liz Taylor et Richard Burton : Les Amants terribles
- Satellite Awards 2014 : Meilleure actrice dans une mini-série ou un téléfilm pour Liz Taylor et Richard Burton : Les Amants terribles
- Screen Actors Guild Awards 2014 : Meilleure actrice dans une mini-série ou un téléfilm pour Liz Taylor et Richard Burton : Les Amants terribles
- British Independent Film Awards 2015 : Meilleure actrice dans un second rôle pour Les Suffragettes
- Jupiter Award 2015 : meilleure actrice internationale pour L'Extravagant voyage du jeune et prodigieux T.S. Spivet
- Women Film Critics Circle Awards 2018 : meilleure actrice comique, Courage in acting (Pour avoir incarné des rôles non conventionnels qui redéfinissent radicalement l'image de la femme au cinéma) pour 55 Steps
- British Academy Television Awards 2020 : Meilleure actrice dans un second rôle pour The Crown
- Kids' Choice Awards 2017 : Vilaine préférée pour Alice de l'autre côté du miroir
- Critics' Choice Movie Awards 2020 : Meilleure actrice dans un second rôle pour The Crown
- Golden Globes 2020 : Meilleure actrice dans un second rôle dans une série, une mini-série ou un téléfilm pour The Crown
- Pena de Prata 2020 : meilleure actrice dramatique dans un second rôle dans une série télévisée dramatique pour The Crown
- Primetime Emmy Awards 2020 : Meilleure actrice dans un second rôle dans une série télévisée dramatique pour The Crown
- Screen Actors Guild Awards 2020 : Meilleure actrice dans une série dramatique pour The Crown
- British Academy Television Awards 2021 : Meilleure actrice dans un second rôle pour The Crown
- Golden Globes 2021 : Meilleure actrice dans un second rôle dans une série, une mini-série ou un téléfilm pour The Crown
- Gold Derby Awards 2021 : meilleure actrice dramatique dans un second rôle dans le rôle de Margaret du Royaume-Uni dans une série télévisée dramatique pour The Crown
- Online Film & Television Association Awards 2021 : meilleure actrice dramatique dans un second rôle dans une série télévisée dramatique pour The Crown
- Primetime Emmy Awards 2021 : Meilleure actrice dans un second rôle dans une série télévisée dramatique pour The Crown
- Critics' Choice Documentary Awards 2022 : meilleur documentaire pour Three Minutes: A Lengthening partagé avec Bianca Stigter (Scénariste)